# Heinrich Hagenbeck
Wilhelm Heinrich Ferdinand Hagenbeck (* 5. Juli 1875 in Hamburg; † 4. Februar 1945 ebenda) war ein deutscher Tierparkdirektor und Gestalter von Tierparks.

## Leben und Wirken
Heinrich Hagenbeck war der Sohn von Carl Hagenbeck und der ältere Bruder von Lorenz Hagenbeck. Sein Vater führte ein Unternehmen, das Tierschauen, Tierhandel und einen Zoo anbot. Heinrich Hagenbeck arbeitete seit Mai 1894 in diesem Unternehmen. Bei der Berliner Gewerbeausstellung des Jahres 1896 übernahm er die Leitung der Ausstellung der Hagenbecks. Gemeinsam mit seinem jüngeren Bruder besuchte er die Louisiana Purchase Exposition, die 1904 stattfand. Die Brüder zeigten hier die „Carl Hagenbeck's trained animal show“. Anschließend tourten sie durch die USA und führten die während der Weltausstellung gezeigten Dressuren erneut auf. 1913 gastierten sie in der Olympia Hall in London. Hier zeigten sie „Carl Hagenbeck's Wonder Zoo and Big Circus“. Es handelte sich um eine ausgiebige Tierschau und Zirkusnummern, die gut angenommen wurden.

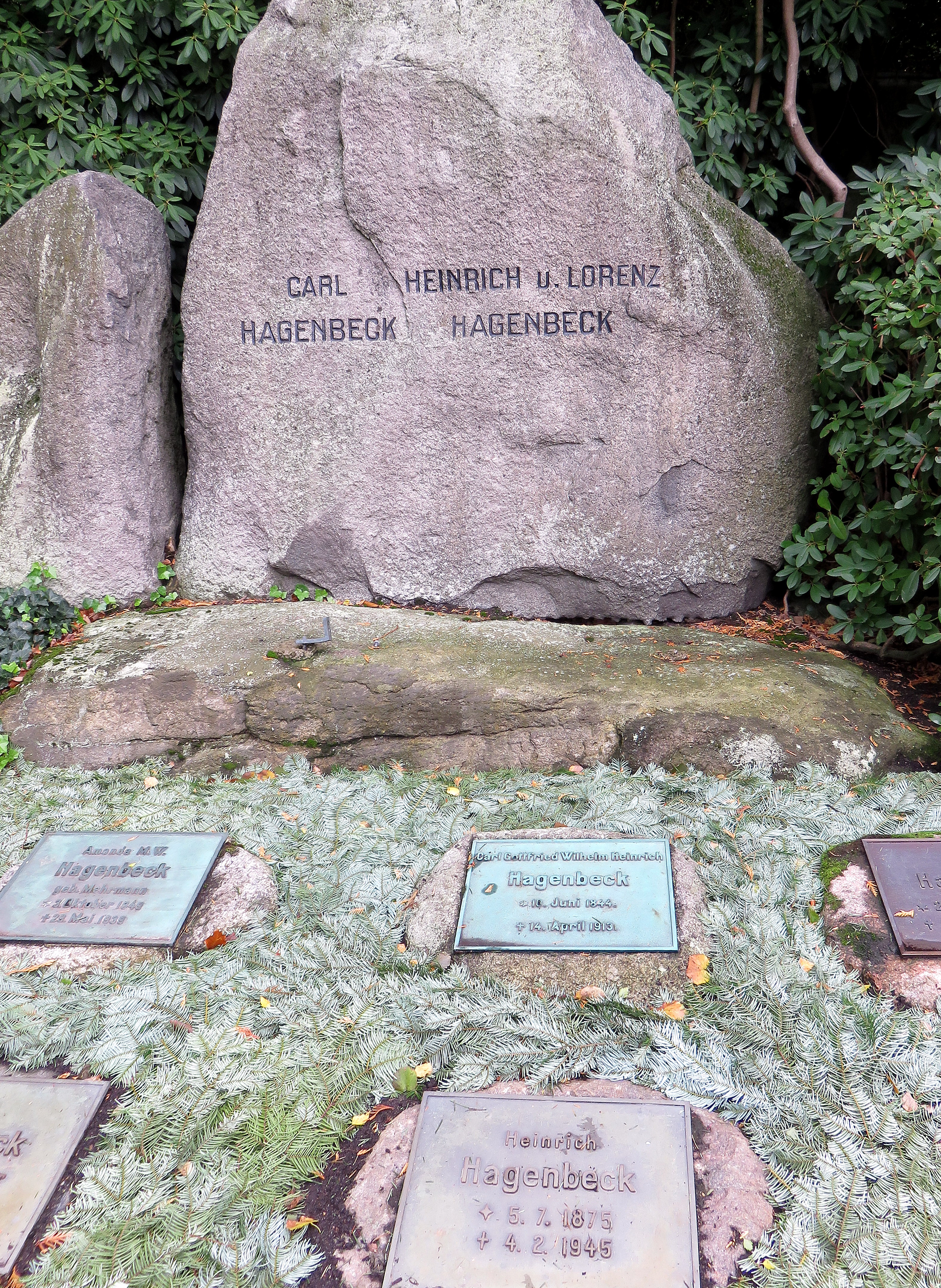
Kissenstein für Heinrich Hagenbeck auf dem Familiengrab auf dem Friedhof Ohlsdorf

Im April 1913 starb Carl Hagenbeck. Heinrich Hagenbeck und Lorenz Hagenbeck führten die Geschäfte, an denen ihnen seit 1911 in gleichem Umfang Anteile besaßen, gleichberechtigt fort. Heinrich Hagenbeck konzentrierte sich auf den Handel mit Tieren und Hagenbecks Tierpark. Lorenz Hagenbeck betrieb hauptsächlich die Zirkusgeschäfte. Unter Heinrich Hagenbecks Führung entstand im Gehege 1913 eine umfangreiche Außenanlage mit einem Pavianfelsen. Von Oktober 1920 bis zur Wiedereröffnung im Mai 1924 ruhten die Geschäfte aufgrund der schwierigen wirtschaftlichen Lage. Heinrich Hagenbeck modernisierte in den Folgejahren den Park und ließ neue Gehege errichten. 1936 ließ er die Kaiser-Friedrich-Straße, die bis dahin durch den Park führte, beseitigen. Hagenbeck führte das Prinzip der gitterlosen Freisichtanlagen, das sein Vater erfunden hatte, fort. Im östlichen Teil der Anlage entstanden so Elefantengehege (1937) und eine Anlage für Bären (1938). Während des Zweiten Weltkriegs wurde die Anlage am 25. Juli 1943 massiv zerstört. Heinrich Hagenbeck baute den Park nach Kriegsende wieder auf. Sein Sohn Carl-Heinrich Hagenbeck, der seit 1930 im Unternehmen mitarbeitete, vollendete die Arbeiten. Dessen Sohn ist Carl Claus Hagenbeck.
Heinrich Hagenbeck erhielt viele Aufträge, Zoologische Gärten im Ausland aufzubauen oder umzugestalten. Gemeinsam mit seinem Vater entwarf er den Bioparco Rom, der 1911 eröffnet wurde. Seit den 1920er Jahren gestaltete er federführend mehrere Zoos in den USA neu. Dazu gehörten Anlagen in Seattle, Detroit und der Brookfield Zoo in der Nähe von Chicago. Für die französische Kolonialwarenausstellung gestaltete er 1931 den Parc zoologique de Paris.
Heinrich Hagenbeck wurde auf der Familiengrabstätte, Ohlsdorfer Friedhof in Hamburg im Planquadrat AE 15 nördlich des Nordteichs beigesetzt.